# Zofia Sieliwiorstowa

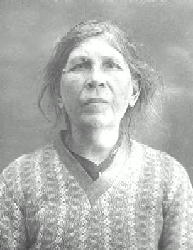
Zofia Sieliwiorstowa w więzieniu, 1938

Zofia Sieliwiorstowa, Sofija Panfiłowna Sieliwiorstowa (ur. 17 września 1871 w Iznairze, zm. 28 lutego 1938 na poligonie Butowo) – rosyjska posłusznica, kanonizowana w 2000 w Soborze Świętych Nowomęczenników i Wyznawców Rosyjskich.
Pochodziła z rodziny chłopskiej, w wieku dziesięciu lat straciła oboje rodziców. Wychowywała się w przytułku w Krasiuszkinie, przy żeńskiej wspólnocie zatwierdzonej następnie jako monasteru. W wieku dwudziestu lat wyjechała do Petersburga, gdzie uczyła się rysunku, zarabiając na życie jako służąca. W 1898 spotkała się z mniszką monasteru Ikony Matki Bożej „Cierpiąca” w Moskwie, za sprawą której została przyjęta do tej wspólnoty jako posłusznica. W klasztorze zajmowała się uczeniem mniszek rysunku. W monasterze pozostawała do jego zamknięcia w 1926.
Po likwidacji wspólnoty przez władze radzieckie zamieszkała razem z pięcioma mniszkami w domu przy ul. Tichwińskiej w Moskwie. W listopadzie 1937 wszystkie siostry zostały aresztowane. Sofija Sieliwiorstowa uniknęła uwięzienia, gdyż w momencie aresztowania kobiet nie było jej w domu. Aresztowana 22 lutego 1938, została postawiona przed sądem trójki NKWD pod zarzutem prowadzenia kontrrewolucyjnej agitacji, skazana na śmierć i rozstrzelana 28 lutego na poligonie Butowo.
Uznana za świętą nowomęczennicę przez Sobór Biskupów Rosyjskiego Kościoła Prawosławnego w sierpniu 2000, zaliczona do Soboru Świętych Nowomęczenników i Wyznawców Rosyjskich.